# Rondò 2000 - The Best of Rondò Veneziano
Rondò 2000 - The Best of Rondò Veneziano è la seconda raccolta dei Rondò Veneziano, pubblicata nel 1992 da Baby Records-Cleo Music AG.

## Descrizione
(Intervista del 1997)

## Tracce
1. Magica melodia (Gian Piero Reverberi e Ivano Pavesi)[1] - 3:24
2. Perle d'oriente (Gian Piero Reverberi e Laura Giordano)[2] - 2:46
3. Le dame, i cavalieri (Gian Piero Reverberi e Laura Giordano)[3] - 2:55
4. Divertissement (Gian Piero Reverberi e Laura Giordano)[3] - 3:19
5. Casanova (Gian Piero Reverberi e Laura Giordano)[4] - 3:06
6. Bettina (Gian Piero Reverberi e Laura Giordano)[4] - 3:09
7. Rialto (Gian Piero Reverberi e Laura Giordano)[5] - 3:00
8. Corso delle gondole (Gian Piero Reverberi e Laura Giordano)[6] - 2:25
9. Odissea veneziana (Gian Piero Reverberi con Dario Farina)[7] - 2:34
10. La Serenissima (Gian Piero Reverberi e Laura Giordano)[5] - 2:18
11. Donna Lucrezia (Gian Piero Reverberi e Laura Giordano)[4] - 2:59
12. Incontro (Gian Piero Reverberi e Ivano Pavesi)[1] - 2:25
13. Arabesque (Gian Piero Reverberi e Laura Giordano)[6] - 3:05
14. Armonie (Gian Piero Reverberi e Laura Giordano)[6] - 2:36
15. Concerto (Gian Piero Reverberi e Ivano Pavesi)[8] - 3:55
16. Splendore di Venezia (Gian Piero Reverberi e Ivano Pavesi)[8] - 2:38

## Classifiche
| Paese    | Posizione raggiunta |
| -------- | ------------------- |
| Italia   | 14                  |
| Svizzera | 10                  |